# Silent Hill: The Arcade
Silent Hill: The Arcade – pierwsza, i jak dotąd jedyna gra z serii Silent Hill wydana jedynie na automaty. Premierę miała w 2007 roku w Japonii i w 2008 roku w Europie.

## Fabuła
Silent Hill: The Arcade przedstawia historię parowca „Little Baroness”, wspomnianego wcześniej w Silent Hill 2, który w 1918 roku zaginął niespodziewanie podczas rejsu na jeziorze Toluca. Tuż przed tajemniczym zniknięciem z parowca wypada mała dziewczynka Hannah, którą bezskutecznie próbował uratować kapitan Lake – kapitan „Little Baroness”.
W 1993 roku, 75 lat później, grupka przyjaciół – Eric (prawnuk kapitana Lake’a), Tina, Bill, Jesse, Ryan i George przyjeżdżają do Silent Hill, by Tina mogła poznać swoją korespondencyjną przyjaciółkę – 9-letnią Emily. Przyjaciele zatrzymują się na noc w hotelu, lecz następnego dnia Eric i Tina odkrywają, że ich przyjaciele zaginęli oraz całe miasto ogarnęła mgła. Postanawiają ich odszukać i stawić jednocześnie czoła potworom, które ogarnęły Silent Hill.

### Rozdziały i lokacje
1. Jack's Inn / Ulice Silent Hill (Silent Hill 2)
2. Brookhaven Hospital (Silent Hill 2 i Silent Hill 3)
3. Brookhaven Hospital (w wersji alternatywnej – Silent Hill 3)
4. Silent Hill Historical Society (Silent Hill 2)
5. Toluca Prison (Silent Hill 2)
6. Labyrinth (Silent Hill 2)
7. Toluca Lake / Central Square Shopping Center / Hazel Street Station (Silent Hill 3)
8. Lakeside Amusement Park (Silent Hill 3)
9. Spiral Staircase (Silent Hill 4: The Room)

### Zakończenia
- Dobre – Po pokonaniu Phantoma pojawi się Emily, która przytuli się do Tiny. Eric natomiast porozmawia z Hanną, która podziękuje mu za pomoc. Następna scena pokaże odpływający parowiec w głąb jeziora z Hanną i jej matką na pokładzie, a Eric pożegna się ze swoim pradziadkiem. Zakończenie to wymaga zestrzelenia wszystkich dłoni Phantoma i uratowaniu wszystkich trzech przyjaciół podczas gry.

- Normalne – Zakończenie to różni się od Dobrego tylko tym, że Eric nie żegna się ze swoim pradziadkiem. By je uzyskać, należy zestrzelić wszystkie dłonie Phantoma i nie ratować przyjaciół podczas gry.

- Złe – Pomimo iż Phantom zostaje pokonany, Emily nie budzi się, a Hanna znika. W następnej scenie Eric budzi się w zamglonym miejscu, a z pobliskiego radia dochodzi głos Hanny. By uzyskać to zakończenie, nie należy zestrzeliwać dłoni Phantoma.

- UFO – Tradycyjne w serii zakończenie UFO. Po wystrzeleniu podczas gry wszystkich statków kosmicznych i pokonaniu Phantoma, kapitan Lake przyleci z kosmitami na statku kosmicznym mówiąc, że to jego nowy statek, po czym oznajmi bohaterom, że jeśli chcą odzyskać Emily i Hannę – muszą go ścigać na innym statku. W następnej scenie widać królika Robbiego grającego w grę Gradius.

## Przeciwnicy
Przeciwnikami w grze są potwory, które występowały w poprzednich odsłonach gier. Są nimi:
- RavenBat (nieznana oficjalna nazwa) – Ptak; połączenie Hummera z SH4 i Air Screamera z SH1.
- Split Head Groaners (nieznana oficjalna nazwa) – Pies; połączenie Sniffer Doga z SH4 i Double Heada z SH3.
- Gum Head – Potwór z SH4
- Nurse (Pielęgniarka) – Przeciwniczka występująca w każdej części serii.
- Insane Cancer – Potwór z SH3
- Scraper – Potwór z SH3
- Robbie the Rabbit (Królik Robbie) – Po raz pierwszy występuje jako przeciwnik, w częściach: trzeciej, czwartej i Homecoming występował jako zwykła maskotka.
- Split Worm – Boss z SH3
- Piramidogłowy – Boss z SH2, wyglądem przypominający swój odpowiednik z filmu.

Dodatkowymi przeciwnikami są różne robale i karaluchy, które zostały zaczerpnięte z filmu i pozostałych gier.